# Glycérius
Pour les articles homonymes, voir Glycérius (homonymie).
Glycérius (en latin : Flavius Glycerius Augustus ; v. 420-ap. 480) est un empereur de l'Empire romain d'Occident régnant du 3 mars 473 au 24 juin 474.

## Biographie
D'obscure origine, il semble être un ancien serviteur du prince burgonde Gondebaud, alors en Italie où il mène une carrière politique et militaire. Peut-être chef de la garde personnelle de celui-ci, il est proclamé empereur à Ravenne vers le 3 mars 473 par Gondebaud, qui devient patrice de Rome. De là, Glycérius ne gouverne pas réellement l'Empire[réf. nécessaire].
Lorsqu'un détachement des Ostrogoths pénètre en Italie du Nord par les Alpes, Glycérius n'a évidemment aucune force pour s'opposer à eux, pourtant peu nombreux. Il se contente de les acheter et de les diriger vers la Gaule pour rejoindre les Wisigoths.
L’empereur byzantin Zénon refuse cependant de reconnaître son autorité et nomme à son tour Julius Nepos, qui débarque à Ravenne avec une petite armée. Glycérius prend alors la fuite vers Rome mais le Sénat romain refuse de le soutenir et lui ferme les portes de la ville.
Lorsque Julius Nepos parvient à Rome, Glycérius se rend sans combattre le 24 juin 474. Il doit ôter le manteau de pourpre impérial, est tonsuré et reçoit en compensation l’évêché de Salone en Dalmatie, où il meurt en 480.
Il est identifié à l'évêque Glycérius de Salone, commanditaire de l'assassinat de Julius Nepos en 480. En effet, ce dernier, également empereur sans réel pouvoir, se réfugie à Salone après sa déposition, là où était probablement installé son ancien adversaire.